# Fissidens pallidulus
Fissidens pallidulus là một loài Rêu trong họ Fissidentaceae. Loài này được Hampe ex Gangulee mô tả khoa học đầu tiên năm 1957.